# Deux Capitaines (téléfilm)
Pour les articles homonymes, voir Deux Capitaines.
Pour plus de détails, voir Fiche technique et Distribution.
Deux Capitaines (en russe : Два капитана, Dva kapitana) est un téléfilm soviétique en six épisodes adapté du roman d'aventure éponyme de Benjamin Kaverine par Evgueni Karelov en 1976. Le film est produit par les studios Mosfilm.

## Fiche technique
- Titre français : Deux Capitaines
- Titre original : russe : Два капитана (Dva kapitana)
- Réalisation : Evgueni Karelov
- Scénario : Benjamin Kaverine, Evgueni Karelov, Vladimir Savine
- Directeur de la photographie : Valentin Makarov
- Compositeur : Evgueni Ptitchkine
- Directeur artistique : Mikhaïl Kartachov
- Son : Elena Ourvantseva
- Cameraman : Edouard Kertch
- Chef décorateur : Vladimir Mourzine
- Assistant réalisateur : L. Averbakh
- Montage : Maria Renkova
- Maquillage : N. Baldina
- Costumier : Tatiana Livanova
- Rédaction : I. Vinogradov
- Consultants : navigateur Valentin Akkouratov, colonel Piotr Simtchenkov
- Directeur du tournage : Fabian Moguilevski
- Société de production : Mosfilm
- Pays d'origine : URSS
- Dates de sortie : 1976
- Format :
- Genre : film d'aventure
- Durée : 450 minutes

## Distribution
- Boris Tokarev : Sania Grigoriev
- Elena Proudnikova (ru) : Katia Tatarinova
- Iouri Bogatyriov : Mikhaïl Romachov dit Romachka
- Vladimir Zamanski : Dr Ivan Ivanovitch
- Zinaïda Kirienko : Aksinia Fiodorovna, mère de Sania
- Nikolaï Gritsenko : Nikolaï Tatarinov
- Gueorgui Koulik (ru) : Ivan Korablev
- Borislav Brondoukov : Goloub
- Natalia Egorova : Sacha Grigorieva, sœur de Sania
- Irina Petchernikova (ru) : Maria Tatarinova
- Mikhaïl Pougovkine : Gaer Kouli
- Lioubov Sokolova : Dacha Skovorodnikova
- Natalia Kratchkovskaïa : vendeuse des pirojki